# 布勒耶 (滨海夏朗德省)
布勒耶（法語：Breuillet，法語發音：[bʁøjɛ] ⓘ）是法国滨海夏朗德省的一个市镇，位于该省西部，属于罗什福尔区。

## 地理
布勒耶（45°41'34"N, 1°3'6"W）面积19.99 平方千米，位于法国新阿基坦大区滨海夏朗德省，该省份为法国西部滨海省份，北起旺代省，西临大西洋，南至吉倫特省，东南接多爾多涅省，东北接德塞夫勒省接壤，东临夏朗德省。
与布勒耶接壤的市镇（或旧市镇、城区）包括：沙耶韦特、勒加、瑟德尔河畔莫尔纳克、圣奥古斯坦、滨海圣帕莱、圣叙尔皮斯-德鲁瓦扬、滨海沃。

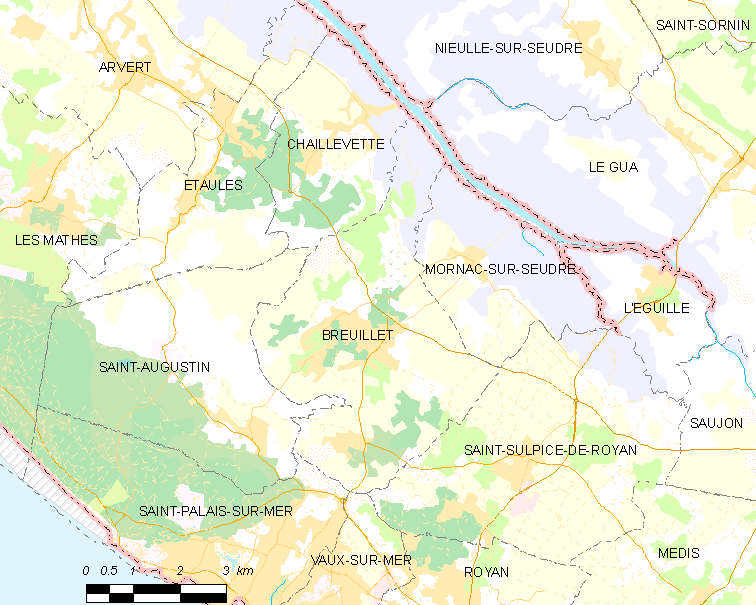
的OSM定位图

布勒耶的时区为UTC+01:00、UTC+02:00（夏令时）。

## 行政
布勒耶的邮政编码为17920，INSEE市镇编码为17064。

## 政治
布勒耶所属的省级选区为拉特朗布拉德县。

## 人口

1962-2008年间人口变化图示

布勒耶于2022年1月1日时的人口数量为3060人。